# Chiesa di Santa Maria Assunta (Fabbrico)
La chiesa di Santa Maria Assunta è un edificio religioso sito in piazza Vittorio Veneto a Fabbrico, in provincia di Reggio Emilia. È sede dell'omonima parrocchia del vicariato di Guastalla della diocesi di Reggio Emilia-Guastalla.

## Storia
In un documento del 772 il re Desiderio cede al monastero di Santa Giulia di Brescia alcune terre confinanti con la chiesa di Santa Maria de Fabrega. In origine fu costruita in stile gotico, anche se un intervento del XIII secolo l'aveva in parte modificata, pur mantenendo l'originale stile architettonico. A partire dal 1682 la vecchia chiesa viene demolita e, tre anni dopo, inizia la ricostruzione, terminata solo nel 1688. A dirigere i lavori viene incaricato l'architetto reggiano Girolamo Beltrami, il quale concepisce un edificio in stile barocco.

## Descrizione
La chiesa, posta in una piazza al termine di Via Roma, la più importante strada di Fabbrico, presenta una facciata in mattoni incompiuta. Presenta un interno barocco con un elegante coro in noce del 1725, opera del carpigiano Malaguzzi, e alcuni paliotti in scagliola, anch'essi del XVIII secolo.